# Caresse Crosby
Caresse Crosby, conosciuta anche come Mary Phelps Jacob, Polly Jacob, Polly Peabody, (New Rochelle, 20 aprile 1891 – Roma, 26 gennaio 1970), è stata un'editrice, attivista e scrittrice statunitense.
Una parte della sua produzione letteraria rientra nel concetto di arte erotica femminile.
È ricordata anche come inventrice del reggiseno moderno (avendone ricevuto il primo specifico brevetto),  protettrice americana delle arti e "madrina della generazione perduta di scrittori emigrati a Parigi".

Assieme al secondo marito, Harry Crosby, fondò la Black Sun Press, che ebbe il merito di pubblicare autori destinati a grande fama, come Kay Boyle, Hart Crane, Archibald MacLeish, Ernest Hemingway, Robert Duncan, Anaïs Nin, Charles Bukowski e Henry Miller.

## Biografia
Il suo nome alla nascita era Mary Phelps Jacob, figlia di William Hearn Jacob e Mary Phelps, entrambi esponenti di famiglie dei primi colonizzatori americani: William discendeva da Robert Van Rensselaer, e Mary da William Phelps. Da principio la sua vita seguì le convenzioni. Nel 1915 sposò Richard R. Peabody, un altro bostoniano di sangue blu, la cui famiglia aveva raggiunto il New Hampshire nel 1635. Ebbero due figli. L'esperienza militare durante la Grande guerra trasformò tuttavia Richard in un alcolizzato che si dilettava nel contemplare gli incendi.  Lei conobbe Harry Crosby ad un picnic nel 1920, ed in capo a quindici giorni i due avviarono una relazione sessuale che scandalizzò la Boston benpensante.
Due anni dopo Richard le accordò il divorzio, e lei si risposò con Harry. La nuova coppia partì subito per l'Europa, unendosi agli emigrati statunitensi della "generazione perduta". Adottarono uno stile di vita bohémien e decadente, sfruttando la rendita annua da 12 000 dollari (pari a circa 165 000 dollari odierni) di Harry, diedero vita ad un matrimonio aperto con varie relazioni contemporanee, un patto di suicidio, uso frequente di droga, festini sfrenati e lunghi viaggi all'estero. Per desiderio del marito, nel 1924 Mary Phelps Jacob cambiò nome, assumendo quello di Caresse con cui è più nota. Nel 1925 iniziarono a pubblicare la loro poesia come Éditions Narcisse in raffinatissimi volumi di tiratura limitata. Nel 1927 ribattezzarono la loro impresa Black Sun Press.
Nel 1929 una delle relazioni del marito culminò con la sua morte nell'ambito di un omicidio-suicidio o doppio suicidio. La sua morte fu accompagnata da clamoroso scandalo, con la stampa che sviluppava mille congetture sul fatto che Harry avesse o non avesse sparato all'amante. Caresse rientrò a Parigi dove continuò a seguire la Black Sun Press. Quando spirò più forte il vento della guerra, lasciò l'Europa nel 1936, sposò Selbert Young, un attore spiantato ed etilista sedici anni più giovane di lei. Vissero in una piantagione della Virginia che avevano restaurato nei pressi di Washington D.C. finché lei divorziò. Si trasferì a Washington D.C. ed intraprese una lunga relazione con l'attore-pugile Canada Lee (afroamericano), sfidando i rigori delle leggi contro la "mescolanza razziale". Fondò il movimento Women Against War. Dopo la Seconda guerra mondiale tentò ancora di istituire un centro per la pace nel mondo a Delfi, ma la netta ostilità del governo ellenico la indusse ad acquistare il quattrocentesco castello di Rocca Sinibalda, presso il quale sponsorizzò una colonia di artisti. Comprando il castello, acquisì l'inerente titolo papale di principessa di Rocca Sinibalda.
Morì nel 1970 a Roma di polmonite collegata a disturbi cardiocircolatori.

## Anni giovanili
Nata il 20 aprile 1891 a New Rochelle, era soprannominata "Polly" per distinguerla dalla madre (quasi omonima). Era la figlia maggiore di William Hearn Jacob e Mary Phelps, ed aveva due fratelli, Leonard e Walter "Bud" Phelps.
Tra i suoi antenati c'era un cavaliere delle Crociate e la famiglia Allardyce della Guerra delle due rose. La sua famiglia discendeva da un'altra illustre del New England, puritana. Da parte materna il suo avo di settima generazione, William Phelps, partito da Plymouth nel 1630, aveva fondato Dorchester (Massachusetts). Suo nonno era il generale Walter Phelps, uno dei principali comandanti della battaglia di Antietam (Guerra di secessione americana). Da parte di padre vantava antenati come Robert Fulton, inventore della nave a vapore, e William Bradford, primo governatore della colonia di Plymouth.
La famiglia di Polly non era favolosamente ricca, ma suo padre era stato allevato, come lui stesso diceva, "per praticare la caccia alla volpe, navigare a vela e animare feste mondane," e viveva alla grande. Nel 1914 fu presentata al re d'Inghilterra durante una festa in giardino.
Crebbe, usando le sue parole successive, "in un mondo in cui esistevano solo buoni odori." "Ciò che desideravo", raccontava della sua infanzia privilegiata, "di solito si avverava." Fu un'allieva piuttosto indifferente. Lo scrittore Geoffrey Wolff affermò che Polly "viveva nel mondo dei sogni." Seguendo gli usi dell'aristocrazia americana del tempo, da bambina ebbe anche dei ritratti fotografici firmati da Charles Dana Gibson.
La sua famiglia soggiornava nelle abitazioni di New York (59th Street e Fifth Avenue), di Watertown (Connecticut) e di New Rochelle. Lei godeva dei benefici dello stile di vita da classe elevata. Partecipava a feste da ballo, balli di scuola della Ivy League e a corsi di equitazione. Seguì lezioni di danza presso la Mr. Dodsworth's Dancing Class, frequentò la Miss Chapin's School di New York, e poi andò al liceo privato Rosemary Hall di Wallingford (Connecticut) dove recitò la parte di Rosalinda in Come vi piace suscitando il plauso della critica.
Dopo la morte del padre nel 1908, visse con la madre nella loro casa a Watertown. L'estate di quell'anno incontrò il suo futuro marito, Richard Peabody, al campeggio estivo. Suo fratello Len alloggiava come studente alla Westminster School (Connecticut) e Bud era invece "studente esterno" alla Taft School. Avvicinandosi il suo debutto in società, partecipava ad "almeno uno e fino a tre balli ogni sera" e dormiva dalle quattro di mattina a mezzogiorno. "Mi chiamavano alle dodici e mi preparavo per il tradizionale pranzo della debuttante." Si diplomò alla Rosemary Hall nel 1911, all'età di 20 anni.

## Sviluppa il reggiseno senza dorso
Nel 1910, quando aveva 19 anni, Polly una sera si stava preparando a partecipare all'ennesimo ballo delle debuttanti. Secondo l'uso, indossò un corsetto irrigidito da stecche di balena e un copri-corsetto contenitivo e aderente che appiattiva e pigiava le sue grosse mammelle in un singolo "monopetto".
Vestiva un capo che aveva portato poche settimane prima al suo debutto, un abito da sera essenziale con una scollatura profonda che metteva in mostra il suo ampio solco. Ma il copri-corsetto, "una corazza simile a una scatola di stecche di balena e cordame rosa," faceva capolino dall'abito, e questa volta chiamò Marie, la sua cameriera personale. Le disse, "Portami due dei miei fazzoletti da tasca e un po' di nastro rosa… E porta ago, filo e qualche spillo." Assemblò i fazzoletti e il nastro in un semplice reggiseno.
Il nuovo indumento intimo di Polly completava le tendenze della moda del tempo. C'è da credere che sia stata assillata dalle altre ragazze al ballo, che volevano sapere come faceva a muoversi tanto liberamente, e quando il giorno dopo mostrò il nuovo pezzo di biancheria alle amiche, tutte lo volevano. Un giorno, ricevette da uno sconosciuto la richiesta di uno dei suoi aggeggi, offrendole un dollaro a pezzo. Allora comprese che questo poteva diventare un affare interessante.

### Ottiene il brevetto

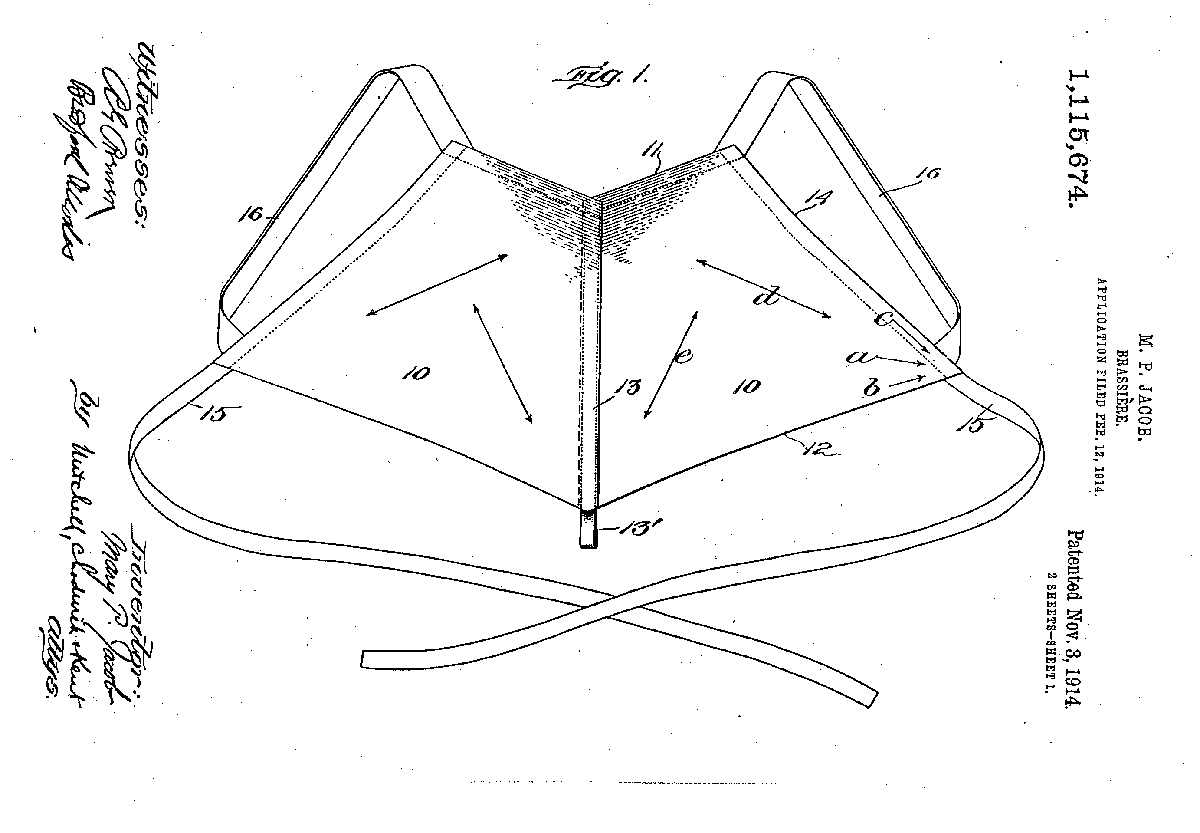
Il reggiseno di Jacob, dalla domanda di brevetto originale

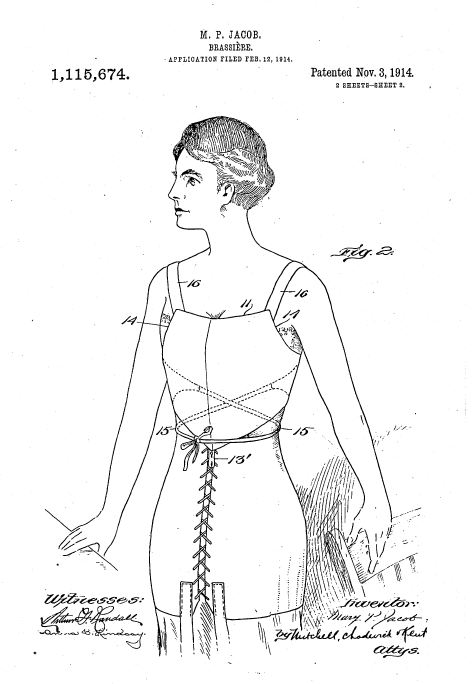
Il reggiseno di Jacob, dalla domanda di brevetto originale

Polly fece richiesta di brevetto per la sua invenzione il 12 febbraio 1914, e nel novembre successivo lo United States Patent and Trademark Office le rilasciò un brevetto per il "reggiseno senza dorso". Polly ispirò il suo progetto ai copri-corsetto che coprivano il seno quando una donna indossava un corsetto basso. Il progetto prevedeva "spalline" che si collegavano agli angoli superiori ed inferiori del capo, e stringhe avvolgenti attaccate agli angoli bassi che si allacciavano di fronte all'indossatrice, permettendole di vestire abiti lunghi con scollo posteriore profondo. Polly scrisse che la sua invenzione era "ben adattata a donne di taglia differente" ed era "così efficiente che poteva essere portata da persone impegnate in esercizi violenti come il tennis." Il suo progetto era di peso leggero, morbido, comodo da indossare e separava naturalmente i seni, a differenza del corsetto che era pesante, rigido, scomodo da portare, e aveva l'effetto di creare un "monopetto" singolo.
Il progetto Crosby fu il primo ad ottenere un brevetto nella sua categoria, ma lo U.S. Patent Office ed analoghi uffici di altri paesi avevano rilasciato brevetti per vari pezzi di biancheria intima simili al reggiseno fin dalla metà degli anni 1860. Altri disegni di reggiseno erano stati precedentemente inventati e diffusi negli Stati Uniti più o meno dal 1910. Nel 1912 esistevano dei fabbricanti industriali di reggiseni, tra cui Bien Jolie Brassieres e la DeBevoise Brassiere. Il reggipetto DeBevoise Brassiere fu reclamizzato su Vogue la prima volta nel 1904.
L'importante stilista europea "Lucile" propugnava attivamente i reggiseni, ed assieme a Poiret orientò le signore eleganti a portare i rispettivi modelli; la stilista parigina Herminie Cadolle (altra donna cui si attribuisce l'invenzione del reggiseno moderno) presentò un reggipetto nel 1889. Il suo progetto fece scalpore all'Expo 1900 e divenne un successo commerciale fra le europee benestanti nel decennio successivo.

### Avvia l'impresa
Dopo aver sposato Richard Peabody, il 19 maggio 1920 Polly depositò presso il Commonwealth del Massachusetts un certificato legale dichiarante che era una donna sposata che conduceva un affare impiegando fondi separati dal conto bancario del marito. Fondò la Fashion Form Brassière Company e collocò il suo spaccio aziendale in Washington Street a Boston, dove aprì un laboratorio che sfruttava il lavoro di due donne che produssero il suo reggiseno senza stringhe nel corso del 1922. Il locale servì anche come pratico appoggio per gli appuntamenti romantici con Harry Crosby, destinato a divenire il suo secondo marito.

### Vende il brevetto
Nella sua più recente autobiografia, The Passionate Years, affermò che aveva "prodotto alcune centinaia (di pezzi) del suo articolo". Riuscì a garantirsi un po' di ordinativi da grandi magazzini, ma il suo affare non decollò mai veramente. Harry, che nutriva un'idiosincrasia per le occupazioni convenzionali e godeva di una generosa rendita, la esortò a lasciar perdere, convincendola a chiudere i battenti. In seguito vendé il brevetto del reggiseno a The Warner Brothers Corset Company di Bridgeport (Connecticut) per 1 500 dollari (circa 21 000 dollari odierni). La Warner produsse il reggiseno "Crosby" per un certo periodo, ma non incontrava i gusti dell'epoca e alla fine fu messo da parte.
La Warner arrivò a guadagnare più di 15 milioni di dollari dal brevetto di reggiseno nei trent'anni successivi.

Ricordando quegli anni, lei scrisse: 

## Matrimonio e divorzio
Nel 1915 Polly Jacob e Richard ("Dick") Peabody furono uniti in matrimonio dal nonno di lui, Endicott Peabody, sacerdote episcopaliano fondatore della Groton School, e appartenente ad una famiglia tra le più agiate negli Stati Uniti del XIX secolo. Ai primi del XX secolo si dava il caso che i Peabody avessero soppiantato i Cabot e i Lodge come casata più illustre della zona. Ebbero un figlio, William Jacob, nato il 4 febbraio 1916. Polly trovava che Dick fosse un uomo di buona istruzione ma poco risoluto, e un padre riluttante. Dopo neanche un anno Dick Peabody si arruolò alla frontiera con il Messico unendosi alla milizia di Boston impegnata nell'arrestare le scorrerie oltre confine di Pancho Villa. Tornato a casa, ci restò meno di un anno, arruolandosi per la Prima guerra mondiale. La loro secondogenita, Poleen Wheatland ("Polly"), nacque il 12 agosto 1917 quando Dick già si trovava alla scuola ufficiali di Plattsburgh (stato di New York) da cui uscì col grado di sottotenente di artiglieria. Con il grado di capitano fu poi assegnato ad un'unità delle American Expeditionary Forces. Mentre Polly veniva amorevolmente seguita dalla famiglia del marito, quest'ultimo al fronte viveva ben volentieri da scapolo.
Dick Peabody rientrò in patria all'inizio del 1921 e fu assegnato a Columbia (Carolina del Sud). Polly e i bambini lo raggiunsero, ma alla fine della guerra, Dick si ritrovò soltanto con un assegno familiare. La guerra lo aveva segnato e ritornò a bere smodatamente. Polly scoprì che lui aveva solo tre grandi interessi, tutti sviluppati ad Harvard: il gioco, l'alcol e l'inseguire, a qualsiasi ora, le squadre dei vigili del fuoco per ammirare gli incendi. La vita di Polly fu difficile negli anni di guerra e quando il marito tornò, profondamente cambiato, anche la sua vita cambiò bruscamente.

### Incontra Harry Crosby
La scintilla della trasformazione per Polly Jacob Peabody fu la conoscenza e il successivo matrimonio con Harry Crosby, agiato rampollo di una delle famiglie più in vista di Boston, anch'egli reduce traumatizzato del recente conflitto. Frequentò college esclusivi, e fino a 19 anni sembrava destinato alla vita comoda riservata alla classe medio-superiore. La sua esperienza nella Grande Guerra invece cambiò tutto.
Come tanti altri figli dell'élite del New England, andò volontario nell'American Field Service Ambulance Corps assieme a Archibald MacLeish ed Ernest Hemingway. Il 22 novembre 1917 l'ambulanza che stava guidando fu distrutta dall'artiglieria nemica, ma lui uscì miracolosamente illeso. Il suo migliore amico, "Spud" Spaulding, fu invece gravemente ferito, ed Harry gli salvò la vita. Questo lasciò un segno profondo sulla sua vita successiva. Partecipò alla seconda battaglia di Verdun. Al termine dello scontro, la sua sezione (la 29th Infantry Division, aggregata alla 120ª Divisione di fanteria francese) ebbe una menzione d'onore per l'audacia, e nel 1919 Crosby fu uno dei più giovani statunitensi decorati con la Croix de guerre. Crosby annotò nel suo diario: "Molti muoiono di una sorta di conformismo strisciante e scoprono troppo tardi che le sole cose che non si rimpiangono mai sono i propri sbagli." Giurò a sé stesso che avrebbe vissuto secondo regole tutte sue.
Rientrato in patria dopo la Prima guerra mondiale, ripreso il suo corso di studi ad Harvard, Harry incontrò Polly il 4 luglio 1920, ad un picnic per il giorno dell'Indipendenza. Richard, il marito di Polly, si stava disintossicando in clinica dall'ennesima crisi di alcolismo. Intuendo la solitudine di Polly, Henrietta Crosby (la madre di Harry) aveva invitato Polly ad accompagnare Harry ed alcuni suoi amici ad una festa, che prevedeva la cena ed una gita al luna park di Nantasket Beach (nei pressi di Hull). Lei aveva 28 anni, ed era una signora con due figli piccoli. Harry era ventiduenne, di corporatura esile, con un'insolita capigliatura bionda, carnagione pallida, accompagnate da uno sguardo struggente e un carisma enorme. Durante la cena, Harry non rivolse mai la parola alla ragazza sulla sua sinistra, violando le buone maniere. Secondo alcune voci, Harry s'innamorò della procace signora Peabody in due ore circa. Le fece la dichiarazione nel "tunnel dell'amore" del luna park. Crosby le chiese insistentemente di rivederlo da sola, una proposta inconcepibile tra membri dell'alta società bostoniana. Più tardi lei scrisse: "Harry fu assolutamente spietato… conoscere Harry fu un'esperienza devastante." Il 20 luglio passarono la notte assieme e fecero l'amore; due giorni dopo Polly accompagnò Harry a New York. Lui aveva progettato un viaggio in Francia presso quattro campi di battaglia. Pernottarono al Belmont Hotel di New York. Di quella notte, Polly disse: "Per la prima volta, avevo coscienza di essere una persona.".
Polly fu percepita dalla sua cerchia sociale come qualcuno che aveva tradito la fiducia riposta in lei quale madrina, una donna più anziana che si era approfittata di un uomo più giovane. Per i Crosby, era disonorata e corrotta.
Il loro scandaloso corteggiamento era il pettegolezzo favorito per la Boston dal sangue blu.
In autunno suo marito Richard tornò a casa. I suoi genitori gli erogarono un piccolo appannaggio di sussistenza e Richard, Polly e i due figli si trasferirono in un condominio popolare di tre piani. Crosby abitava con il padre e continuava a studiare ad Harvard. Quando Dick Peabody era al lavoro in banca, Harry Crosby mandava ceste di fiori dal giardino di sua madre all'appartamento di Polly e portava giocattoli ai bambini. Andavano in riva al mare insieme in auto. Richard si offrì come vigile del fuoco volontario e convinse il comandante a installargli in casa un campanello collegato all'allarme degli incendi, in modo tale che egli potesse presentarsi a qualsiasi ora. Il capo dei pompieri ben presto lasciò perdere Richard, che si rifugiò daccapo nell'alcol.
Crosby corteggiava Polly, e quando nel maggio 1921 lei non voleva corrispondere alla sua passione minacciò di suicidarsi se Polly non lo avesse sposato. Richard Peabody, il marito di Polly, entrò ed uscì più volte dalle case di cura nel tentativo di uscire dall'alcolismo. Crosby esasperava Polly perché informasse il marito della loro relazione e divorziasse. In maggio rivelò il suo adulterio a Richard e consigliò la separazione; lui non fece alcuna resistenza. La madre di Polly insisté perché lei smettesse di vedere Crosby per sei mesi, in modo da non essere del tutto emarginata dalle persone della sua condizione sociale; lei accettò e lasciò Boston per New York. Il divorzio era "inaudito... tanto più fra gli episcopaliani di Boston." I genitori di Peabody erano indignati per il fatto che lei volesse chiedere il divorzio, e per la sua relazione con Crosby. Il 4 gennaio 1922 John Peabody, padre di Richard, arrivò a cercare il padre di Harry, Stephen Crosby, per discutere la situazione, ma Stephen non volle riceverlo. Benché disapprovasse la condotta scorretta di Harry, amava suo figlio. Stephen Crosby dapprima cercò di dissuadere Harry dallo sposare Polly Peabody, anche regalandogli l'automobile Stutz che lui sognava, ma Harry non si fece convincere. Dal canto suo, Polly era messa alla berlina come adultera dalle sue ex amiche, e Polly restava sconcertata dal loro repentino voltafaccia nei suoi confronti. Polly in seguito così descrisse il carattere di Harry: "Sembrava essere più espressione ed umore che uomo, anche se era la personalità più vivida che io abbia mai conosciuto, elettrizzata dalla ribellione."

### Divorzio da Richard Peabody
Nel giugno 1921 si separò formalmente da Richard, ed in dicembre egli le propose di divorziare. Nel febbraio 1922 lo scioglimento del loro matrimonio fu dichiarato anche legalmente. (Richard successivamente uscì dall'alcolismo e nel 1933 pubblicò The Common Sense of Drinking. Fu il primo ad affermare che non vi è cura per l'etilismo. Il libro ebbe un grande successo ed esercitò notevole influenza su Bill Wilson, fondatore degli Alcolisti Anonimi.) Crosby aveva lavorato per otto mesi presso la Shawmut National Bank. Poi si ubriacò per sei giorni consecutivi e diede le dimissioni. Nel maggio 1922 si trasferì a Parigi per lavorare in un progetto che la sua famiglia gli aveva procurato Morgan, Harjes & Co., banca della famiglia Morgan nella capitale francese. Crosby era nipote di Jesse Morgan, moglie del capitalista statunitense J.P. Morgan Jr, che era padrino di Richard Peabody ed anche di Harry Crosby.
Polly aveva precedentemente fatto un viaggio in Inghilterra per far visita ai suoi cugini, e lì era stata raggiunta da Crosby. Da maggio a luglio del 1922 vissero assieme a Parigi. In luglio Polly ritornò negli USA. In settembre, Crosby propose via cablogramma a Polly di sposarlo, ed il giorno dopo con una mazzetta riuscì ad imbarcarsi sull'Aquitania diretto a New York.

### Trasferimento a Parigi

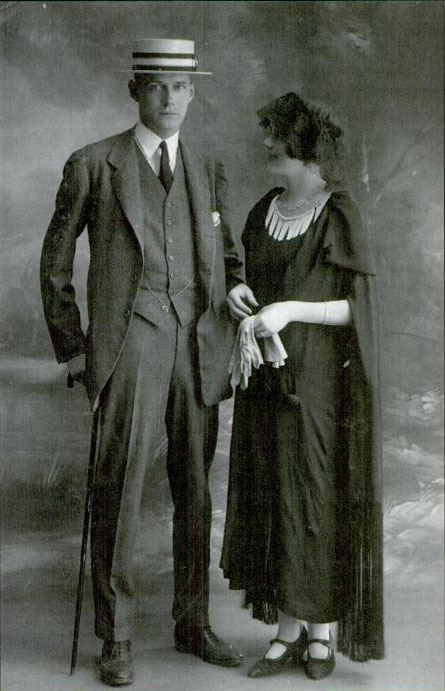
Harry e Polly Crosby il giorno del matrimonio, 9 settembre 1922

Il 9 settembre 1922 Harry arrivò a New York a bordo dell'Aquitania. Polly lo raggiunse al banco della dogana e si sposarono nel municipio di New York lo stesso pomeriggio. Due giorni più tardi si reimbarcarono sull'Aquitania diretti a Parigi. Harry continuò a lavorare presso Morgan, Harjes & Co., la banca familiare di suo zio J. P. Morgan a Parigi.

### Flirt, tresche, droga ed alcol
La favola romantica parigina andò in frantumi — poco dopo il loro arrivo — quando Polly apprese che Harry corteggiava una ragazza di Boston. Era solo la prima di una serie di scappatelle e tresche con le quali Polly avrebbe imparato a convivere. All'inizio del 1923, Polly presentò ad Harry la sua amica Constance Coolidge. Era la nipote di Frank Crowninshield, direttore di Vanity Fair, ed era stata sposata con il diplomatico statunitense Ray Atherton. A Constance non importava cosa gli altri pensassero di lei. Amava tutto ciò che era azzardato ed era una scommettitrice compulsiva. Avviò ben presto una relazione sessuale con Harry.
Nell'autunno 1923 Polly non reggeva più la loro storia e partì per Londra. Harry disse a Constance che non sarebbe riuscita a soddisfare l'esigenza di Polly "di amarla più di chiunque altro al mondo. È assolutamente impossibile." Ma Crosby non avrebbe mai lasciato Polly, né Constance glielo chiedeva. Quando però Constance ricevette una lettera di Polly che le confessava che la loro tresca l'aveva resa "molto infelice", Constance scrisse ad Harry che non lo voleva più vedere. Harry fu sconvolto dalla sua decisione. "La tua lettera è stato il peggior colpo che io abbia mai subito. […] Non la lascerei in alcun caso e nemmeno se poniamo tu volessi mai sposarmi." Ma i tre rimasero amici, e il 1 ottobre 1924 Constance sposò il conte Pierre de Jumihac, anche se il matrimonio durò solo cinque anni. Polly sembrò almeno esteriormente sopportare il contegno da stravagante farfallone di Harry, e si circondò facilmente di ammiratori. Nei suoi diari, segretamente esprimeva la preoccupazione che l'attaccamento di Harry verso di lei potesse venir meno.
Il loro stile di vita affascinante e lussuoso in breve contemplò un matrimonio aperto, numerose relazioni ed ampio consumo di droga ed alcol. Alla fine del 1924 Harry persuase Polly a cambiare formalmente il suo primo nome. Dopo aver considerato per un po' "Clytoris", optarono per "Caresse". Harry suggerì che il suo nuovo nome "iniziasse con una C per accordarsi a Crosby e formasse un incrocio con il mio." I due nomi si intersecavano ad angolo retto con la R in comune, "l'incrocio Crosby." Il nome Clytoris lo assegnarono invece alla loro seconda whippet, raccontando a Poleen (la figlioletta di Caresse) che si trattava del nome di una dea greca.
Nel luglio 1925 Harry ebbe rapporti sessuali con una ragazzina di quattordici anni che soprannominò "Nubile", dotata di "viso da bambina e grosse mammelle", che aveva 
visto a Étretat. In Marocco durante uno dei loro viaggi in Nordafrica, Harry e Polly presero una ballerina tredicenne, Zora, e se la portarono a letto. Harry ebbe un rapporto sessuale con un ragazzo di età imprecisata, la sua unica avventura omosessuale.
Nel 1927, nel mezzo della sua storia con Constance, lui e Caresse incontrarono la pittrice russa Polia Chentoff. Harry le chiese di fare un ritratto di Caresse, e presto s'innamorò dell'artista. In novembre Harry scrisse alla madre che Polia era "molto bella e terribilmente seria per quanto riguardava l'arte(;) era scappata da casa quando aveva tredici anni per dipingere." S'innamorò anche della cugina Nina de Polignac. Nel giugno 1928 incontrò Josephine Rotch al Lido di Venezia, mentre faceva acquisti per il corredo da sposa, e divennero amanti. Caresse ridimensionò la storia di Harry con Josephine, omettendo molti riferimenti a lei. Harry disse a Polly che Constance e Josephine lo volevano sposare.

### Vita da espatriati
Fin dal loro arrivo nel 1922, i Crosby condussero la vita dei ricchi espatriati. Erano attratti dallo stile di vita bohémien degli artisti che s'incontravano a Montparnasse. Si stabilirono in un appartamento al numero 12 di Quai d'Orleans, sulla Île Saint-Louis, e Polly indossava il suo costume da bagno rosso e con la barca a remi accompagnava Harry discendendo il fiume fino a Place de la Concorde, da cui poi lui proseguiva a piedi per pochi isolati fino a raggiungere la sua banca. Harry portava un vestito da uomo d'affari, la bombetta, ombrello e valigetta. Caresse rientrava remando, e in costume da bagno il suo seno generosamente dotato suscitava fischi, sghignazzi e saluti dagli operai. Più tardi lei scrisse che era un esercizio fisico salutare per le sue mammelle, e che anche lei gradiva le attenzioni tributatele.
Harry si divertiva a scommettere sui cavalli. Avevano provato a fumare oppio per la prima volta in Africa, e quando una sera la loro amica Constance bussò alla loro porta a tarda sera, la raggiunsero immediatamente nell'appartamento di Drosso. Poiché era già pronta per andare a dormire, Caresse infilò alla svelta un abito senza indossare alcun altro indumento sotto. Gli inviti da Drosso erano limitati a pochi amici regolari e occasionali. L'appartamento di Drosso era stato trasformato in una fumeria per oppiomani, suddivisa in stanzette piene di bassi divani e decorazioni adatte ad un ambiente arabo. Dopo quella presentazione, Harry faceva spesso un salto da Drosso, e talvolta rimaneva lontano da casa per più giorni consecutivi.
Dopo circa un anno, Harry si stancò della vita prevedibile da bancario e se ne andò, entrando a pieno titolo nella generazione perduta di espatriati statunitensi delusi dall'atmosfera restrittiva degli USA negli anni 1920. C'erano fra 15 000 e 40 000 statunitensi che vivevano a Parigi. Harry voleva avere a che fare il meno possibile con i ragazzi di Polly, e dopo il primo anno, suo figlio Billy fu spedito alla Cheam School in Hampshire, Inghilterra.
La coppia non si preoccupava del futuro, spendendo disinvoltamente e senza nemmeno tentare di attenersi ad un budget. Questo dipendeva in parte dal fatto che entrambi avevano accettato un patto di suicidio reciproco, secondo cui avevano previsto che il 31 ottobre 1942, quando la terra avrebbe raggiunto il punto più vicino al sole in decine di anni, si sarebbero buttati assieme da un aereo. A ciò doveva seguire la cremazione con dispersione delle ceneri in un altro volo. Fra le varie spese allegre, Harry comprò la sua gardenia decorativa da occhiello in seta presso un sarto esclusivo in rue de la Paix. Caresse comprò cappelli da Jean Patou ed abiti da Tolstoy, una casa di moda esclusiva. In occasioni speciali indossava un vestito da sera dal tessuto in oro, con una corta gonna, confezionata da Vionnet, una delle più importanti case di moda di Parigi. Era attraente per gli standard parigini ma del tutto inaccettabile per le cugine e le zie che abitavano l'aristocratico Faubourg Saint-Germain della Ville Lumière.
Polly ed Harry acquistarono il loro primo cavallo da corsa nel giugno 1924, poi altri due nell'aprile 1925. Affittarono un appartamento alla moda al 19 di Rue de Lille, e presero in affitto ventennale un mulino fuori Parigi ad Ermenonville dal loro amico Armand de la Rochefoucauld al prezzo di 2 200 dollari (circa 30 000 odierni). Lo chiamarono Le Moulin du Soleil ("Il mulino del sole"). Nel primo anno di permanenza fecero amicizia con 32 studenti dell'Academie des Beaux Arts, situata in fondo alla loro strada. Essi invitarono Harry e Polly al loro Quatre Arts Ball annuale, invito che la coppia accolse con entusiasmo. Harry si fece una collana con quattro piccioni morti, indossò un perizoma rosso, e si portò una borsa di serpenti. Caresse indossò una sottoveste trasparente che le arrivava alla vita, un'enorme parrucca turchese e nient'altro. Entrambi si dipinsero il corpo con ocra rossa. Gli studenti esultarono per la seminudità di Caresse e dieci di loro la portarono in trionfo.
Nel gennaio 1925 fecero un viaggio in Nord Africa dove fumarono oppio per la prima volta, un'attitudine che avrebbero assecondato più volte. Nel 1928 si recarono in Libano per visitare il tempio di Baalbek.
Lo stesso anno egli ereditò da suo zio Walter Van Rensselaer Berry una notevole collezione di 8 000 libri di somma rarità; pur apprezzandola, la depauperò alienando centinaia di volumi. Era famoso per far scivolare rare prime edizioni nelle bancarelle di libri che costeggiano la Senna. Caresse cedette a vari amanti, tra cui Ortiz Manolo, Lord Lymington, Jacques Porel, Cord Meier e nel maggio 1928 il conte Armand de la Rochefoucauld.
Ma in privato Harry applicava due pesi e due misure, litigando violentemente con Caresse per le avventure di lei.

### Relazione con Henri Cartier-Bresson
Nel 1929 Harry Crosby incontrò Henri Cartier-Bresson a Le Bourget, dove il comandante di squadrone di Cartier-Bresson lo aveva messo agli arresti per aver cacciato senza licenza. Crosby convinse l'ufficiale ad affidargli in custodia Cartier-Bresson per alcuni giorni. Scoprirono di avere un comune interesse per la fotografia, e passarono il tempo a scattare e stampare foto a casa di Crosby, Le Moulin du Soleil. Harry disse poi che Cartier-Bresson "sembrava un pulcino, timido e fragile, e dolce come il latte." Un amico texano di Crosby invitò Cartier-Bresson a prendere più sul serio la fotografia. Abbracciando la sessualità aperta offerta da Crosby e da sua moglie Caresse, Cartier-Bresson iniziò un'intensa relazione sessuale con lei. Nel 1931, due anni dopo il suicidio di Harry Crosby, la fine della storia con Caresse Crosby spezzò il cuore a Cartier-Bresson, che fuggì in Costa d'Avorio, dentro l'Africa coloniale francese.

## Pubblicano poesia e nuovi autori
Caresse e Harry verso la fine del 1924 pubblicarono il primo libro di lei, Crosses of Gold ("Croci d'oro"). Era un volume di poesia convenzionale, "non avventurosa", incentrato sulle idee d'amore, di bellezza e su suo marito. Nel 1926 pubblicarono il secondo libro di lei, Graven Images ("Idoli"), per i tipi di Houghton Mifflin in Boston. Fu l'unica volta che si appoggiarono ad un altro editore. Crosby poi scrisse che suo cugino Walter Berry insinuava che Houghton Mifflin pubblicasse le poesie di Caresse perché "avevano appena perso Amy Lowell." Lo stile poetico di Crosby restava relativamente convenzionale, "ancora con amore che fa rima con cuore," per sua stessa ammissione. Un critico del Boston Transcript disse che la sua "poesia canta" e un collaboratore di Literary Review ammirò le sue "affascinanti" poesie per bambini e il suo gusto francese. Ma un recensore sul New York Herald Tribune scrisse che "[per] tutto il suo entusiasmo non c'è impatto su pensiero o frase, l'emozione è misera, l'immaginazione imbrigliata."
Nell'aprile 1927 fondarono una casa editrice in lingua inglese, dapprima chiamata Éditions Narcisse, dal nome della loro whippet nera, Narcisse Noir. Usarono l'editrice come un modo per pubblicare le loro poesie personali in volumi a tiratura limitata di raffinata fattura e rilegatura spessa. La loro prima opera fu Painted Shores ("Spiagge dipinte") di Caresse, in cui ella narrava la loro relazione, senza tacere la riconciliazione seguita ad un tradimento di lui. La sua scrittura in qualche modo maturò e il libro fu organizzato in modo più creativo di quanto avesse fatto in scritti precedenti. Nel 1928 lei scrisse un poema epico pubblicato col titolo The Stranger ("L'estraneo"). Il componimento si volge agli uomini della sua vita: padre, marito e figlio. Più avanti lo stesso anno Impossible Melodies ("Melodie impossibili") esplorava temi simili. Il successo riscosso dai primi lavori dei Crosby li spinse ad ingrandire l'editrice per servire altri autori.
Stampavano piccole quantità di libri prodotti meticolosamente, con una lavorazione manuale, impressi su carta di alta qualità. Essendo attiva tra gli anni 1920 e i 1930 a Parigi, la ditta incrociava il suo destino con quelli di molti scrittori statunitensi che al tempo vivevano all'estero. Nel 1928 Éditions Narcisse pubblicò un'edizione limitata (300 copie) de La caduta della casa degli Usher di Edgar Allan Poe, illustrato da Alastair.
Sempre nel 1928 Harry e Caresse rinominarono l'editrice Black Sun Press, in linea con l'attrazione di Harry per la morte ed il simbolismo del sole. Harry si creò una personale mitologia attorno al sole come simbolo tanto di vita quanto di morte, creazione e distruzione al contempo. L'editrice ottenne rapidamente visibilità per il fatto di pubblicare libri insoliti, magnificamente rilegati in una veste tipografica ineccepibile. Tributavano un'attenzione squisita ai libri che davano alla luce, scegliendo le carte e gli inchiostri più fini.
Ebbero l'intuizione di pubblicare i primi lavori di artisti di avanguardia anticipandone la fama, come nel caso di Tales Told of Shem and Shaun ("Racconti detti di Shem e Shaun") di James Joyce (scritto poi integrato in Finnegans Wake). Pubblicarono il primo libro di ampio respiro di Kay Boyle, Short Stories ("Storie brevi"), nel 1929, oltre a opere di Hart Crane, D. H. Lawrence, Ezra Pound, Archibald MacLeish, Ernest Hemingway, Laurence Sterne, ed Eugene Jolas. La Black Sun Press divenne una delle più importanti editrici di piccole dimensioni a Parigi negli anni 1920. Nel 1929 lei e Harry furono tra i firmatari del manifesto The Revolution of the Word Proclamation ("La rivoluzione della proclamazione di parola"), ideato dal poeta Eugene Jolas, che apparve sul numero 16/17 della rivista letteraria transition. Dopo che Harry morì per un patto di suicidio stretto con una delle sue varie amanti, Caresse Crosby proseguì le pubblicazioni fino al 1936, quando lasciò l'Europa per gli Stati Uniti.

## Il suicidio di Harry
Il 28 luglio 1926 Harry conobbe la ventenne Josephine Noyes Rotch, che avrebbe chiamato la "più giovane principessa del sole" e la "principessa di fuoco". Lei discendeva da una famiglia stabilitasi a Provincetown su Capo Cod già nel 1690. Josephine avrebbe ispirato la successiva raccolta di poesie di Crosby intitolata Transit of Venus ("Passaggio di Venere"). Benché fosse molto più grande di lei, Harry si innamorò di Josephine. in una lettera alla madre del 28 luglio 1928, Crosby scrisse:
Josephine e Harry ebbero una relazione fino a che lei si sposò, interrompendo momentaneamente la tresca. Ma Josephine la riattizzò, e a fine novembre 1929 Harry e Josephine si incontrarono e partirono per Detroit dove si registrarono come "Harry Crane e signora" al Book-Cadillac Hotel, un costoso albergo da 12 $ a notte (circa 165 dollari attuali). Per quattro giorni si fecero servire i pasti in camera, fumando oppio e avendo rapporti sessuali.
Il 29 novembre 1929 gli amanti tornarono a New York e per l'ennesima volta cercarono di troncare la relazione, con Josephine che accettava di rientrare a Boston dal marito. Ma due giorni dopo inviò una poesia di 36 righe a Crosby che soggiornava al Savoy-Plaza Hotel con Caresse. Le ultime parole dicevano:
Il 9 dicembre 1929 Harry Crosby annotò per l'ultima volta sul suo diario:
Harry fu ritrovato alle 22:00 di quella sera a letto presso lo studio di Stanley Mortimer nell'Hotel Des Artistes. Aveva una ferita alla tempia destra di un proiettile calibro .25 (circa 6 mm), come Josephine che giaceva al suo fianco. Erano abbracciati affettuosamente. Erano entrambi vestiti, salvo i piedi. Harry aveva lo smalto rosso sulle unghie dei piedi, e tatuaggi sul fondo dei piedi. Il coroner disse che Josephine era spirata almeno due ore prima di Harry. Non c'era alcun biglietto da suicidi, e i giornali si dilungarono per giorni con articoli sensazionali sul patto di omicidio o di suicidio — impossibile stabilire quale fosse l'ipotesi esatta.

## Opere successive
Harry lasciò a Caresse 100 000 dollari (circa 1 373 000 in valore attuale) nel testamento, oltre a generosi legati in favore di Josephine, Constance ed altri. I suoi genitori Stephen e Henrietta fecero annullare il testamento, ma garantirono a Caresse che avrebbe ricevuto 2 000 dollari (grosso modo 21 000 odierni) l'anno fino a che non avesse ricavato proventi dall'immobile di Walter Berry. Non appena rientrata in Europa, Poleen fu portata da Chamonix presso l'amico di Caresse Bill Sykes, Billy fu riportato a casa dal collegio, e la famiglia con gli amici passò qualche tempo al Mulino. Poleen rimase con la madre alcuni mesi, rifiutandosi di tornare a scuola. Billy tornò a Choam, a nel 1931 fece rientro negli USA per frequentarvi la Lexox School.
Dopo il suicidio di Harry Crosby, Caresse si dedicò alla Black Sun Press. Fondò inoltre, con Jacques Porel, un'impresa collegata, Crosby Continental Editions, per pubblicare libri tascabili. Il loro amico Hemingway, come volume di debutto, le offrì a scelta The Torrents of Spring o Fiesta (Il sole sorgerà ancora). Purtroppo Caresse scelse il primo, che ebbe meno successo dell'altro. Dopo l'opera di Hemingway continuò con altri nove libri nel 1932 tra cui Santuario di William Faulkner, Year Before Last di Kay Boyle, Laments for the Living di Dorothy Parker e Volo di notte di Antoine de Saint-Exupéry, assieme ad altri lavori di Alain Fournier, Charles-Louis Philippe, Paul Éluard, George Grosz, Max Ernst e Carl Jung.
Dopo sei mesi di vendita i libri avevano fatto incassare solo 1 200 dollari circa. Crosby non riusciva a convincere gli editori USA a distribuire la sua produzione, posto che i tascabili non avevano ancora vasta diffusione e quindi gli editori non erano certi che i lettori li avrebbero acquistati. I suoi paperback, in quanto articoli innovativi negli anni 1930, non ebbero grande successo, e lei chiuse l'editrice nel 1933.
Crosby diede corso all'ambizione di attrice che nutriva da quando aveva vent'anni, e comparve nel ruolo di ballerina in due brevi film sperimentali diretti dall'eclettico Emlen Etting, Poem 8 (1932) e Oramunde (1933). La Black Sun Presse ampliò il proprio campo di azione dopo la morte di Harry. Non pubblicò molti titoli dopo il 1952, comunque stampò Collected Poems di James Joyce nel 1963. Non chiuse ufficialmente sino alla morte di Caresse, nel 1970.
Crosby conservò Mary, il nome che aveva ricevuto alla nascita, e dopo la morte di suo marito era conosciuta come Mary Caresse Crosby.

## Relazione interrazziale con Canada Lee
Nel 1934 iniziò una relazione amorosa con l'attore-pugile nero Canada Lee malgrado le leggi che vietavano la mescolanza razziale. Pranzavano ad Harlem nord al ristorante (che aveva aperto da poco) Franks dove la loro storia clandestina poteva passare inosservata. Verso gli anni 1940 Lee era divenuto una star di Broadway e recitava nella commedia Paura, celebre in tutta la nazione. Ma il solo ristorante di Washington che potevano frequentare insieme era quello africano chiamato il Bugazi. A differenza di gran parte dei suoi partner, lui non le chiese mai del denaro, neppure quando il suo night club The Chicken Coop era in difficoltà.
Quando Walter, il fratello di Crosby, espresse il suo sconcerto per la loro "storia" nel corso di una cena nei primi anni 1940, Caresse ne fu offesa e diradò i contatti con Walter nel decennio successivo.
La relazione intima tra Crosby e Lee continuò fino alla metà degli anni 1940 e influenzò il modo in cui lei vedeva il mondo. Crosby scrisse una commedia rimasta inedita, The Cage ("La gabbia"), palesemente ispirata al loro legame.

## Si risposa
Accompagnando la figlia Polly ad Hollywood dove aspirava a diventare attrice, Caresse incontrò Selbert "Bert" Saffold Young, un disoccupato aspirante attore ed ex giocatore di football che aveva 18 anni meno di lei. Quando vide che lei lo fissava in un ristorante, lui si fece prontamente aventi e la invitò a ballare. Lei lo descrisse "bello come Ermes" e "bellicoso come Marte". La sua amica Constance Coolidge descrisse Bert come "selvaggio" e "interamente dominato dall'impulso".
Senza né arte né parte, convinse Caresse di voler possedere una fattoria e decisero di cercare della terra nella costa orientale. Andarono con l'auto in Virginia cercando una vecchia piantagione soffocata dalle rose. Quando la macchina si guastò, casualmente scoprirono Hampton Manor, una fattoria per l'allevamento di Hereford con un edificio in mattoni diroccato in un fondo da 200 ettari a Bowling Green (Virginia). Era stato costruito nel 1838 da John Hampton DeJarnette su progetto del suo amico Thomas Jefferson. John Hampton era il fratello del legislatore della Virginia Daniel Coleman DeJarnette, Sr..
Il 30 settembre 1936 lei scrisse alla New York Trust Company di inviare 433 quote azionarie che poi usò per comprare la proprietà, bisognosa di restauro. Si sposarono in Virginia il 24 marzo 1937. Bert stava sempre chiedendo soldi a Caresse, le sfasciò la macchina, fece lievitare il conto del telefono e usò tutto il credito di lei presso il negozio di liquori locale. Bert terminò una sbornia con un viaggio solitario in Florida e non fece ritorno in Virginia prima dell'anno successivo.

## Scrittura pornografica
A Parigi nel 1933 aveva conosciuto Henry Miller. Quando questi rientrò negli USA nel 1940, confidò a Caresse le proprie difficoltà nel farsi pubblicare. Il libro autobiografico di Miller Tropico del Cancro era stato messo al bando negli Stati Uniti perché pornografico, e non riusciva a farsi pubblicare altro. Lei lo invitò a prendere una stanza nello spazioso appartamento che Caresse possedeva, e raramente usava, a Manhattan; egli accettò, ma non venne aiutato direttamente con denaro di lei.
Disperatamente al verde, Miller si ridusse a sfornare pornografia su commissione di un magnate del petrolio dell'Oklahoma per un dollaro a pagina, ma dopo due storie da cento pagine con cui raggranellò 200 dollari, non ce la faceva più. In quel momento desiderava girare gli Stati Uniti in auto e raccontarlo in un libro. Ricevette un anticipo di 750 dollari, e convinse l'agente del petroliere ad anticiparne altri duecento. Stava preparandosi a partire per il suo viaggio, ma non aveva ancora consegnato il lavoro promesso. Allora gli venne in mente Caresse Crosby. Lei stava già contribuendo con idee e testi al licenzioso circolo newyorkese di Anaïs Nin per puro divertimento, senza scopo di lucro. Nel suo diario, Anaïs Nin raccontò, "Harvey Breit, Robert Duncan, George Barker, Caresse Crosby, tutti noi unendo le nostre abilità in un tour de force, confezionammo per il vecchio una tale abbondanza di allegre sconcezze, che adesso ne ha chiesto ancora." Caresse era leggera ed intelligente, scriveva facilmente, alla svelta e con poco sforzo.
Caresse accettò la proposta di Henry. Scrisse nel modo migliore il titolo datole da Henry Miller, Opus Pistorum, (poi ripubblicato come opera di Henry con il titolo  Under the Roofs of Paris), ed iniziò con il piede giusto. Henry partì per il suo giro d'America automobilistico. Caresse sfornò 200 pagine e l'agente del collezionista ne chiese ancora. Le oscenità di Caresse erano proprio quel che cercava il petroliere, secondo il suo agente di New York. Nessuna pretesa letteraria, puro sesso e basta. Nel suo diario, Nin annotò, "'Meno poesia,' disse la voce all'altro capo del telefono. 'Sii specifico."' In Caresse l'agente aveva trovato l'Henry Miller di elementare pornografia.
Qualche volta, mentre fabbricava in serie le 200 pagine di pornografia, Caresse faceva compagnia al marito, Bert Young, ogni sera sprofondato nel torpore etilico. Nel suo diario, Nin osservò che ognuno che aveva scritto pornografia con lei aveva raccontato un sé che era l'opposto della sua identità, ma identico al suo desiderio. Polly o Caresse era cresciuta tra i vincoli sociali imposti dalla sua famiglia altolocata a New York. Aveva avuto una storia romantica infausta e piena di guai con Harry Crosby. Visse un decennio abbondante di amanti intellettuali nella Parigi degli anni 1920.

## Attività politica ed artistica
Sebbene suo marito Bert fosse spesso ubriaco e raramente a casa, Caresse non soffrì la solitudine. Paresse estese un invito a Salvador Dalí e consorte, che rimanevano ospiti per lunghi periodi, durante il quale egli scrisse buona parte della propria autobiografia. Nel 1934 Dalí e la moglie Gala parteciparono ad una festa in maschera a New York, ospitata da Crosby.  Fra gli altri invitati c'erano Buckminster Fuller, Anaïs Nin, Ezra Pound, Henry Miller, Max Ernst, Stuart Kaiser ed altri amici dei tempi in cui lei viveva a Parigi. Dal 1941, avendo divorziato da Bert, Caresse si trasferì a tempo pieno a Washington, dove possedette una casa dal 1937 al 1950, ed aprì la Caresse Crosby Modern Art Gallery, che a quel tempo era l'unica galleria d'arte moderna della città, nei pressi di Dupont Circle.
Nel dicembre 1943 scrisse a Henry Miller chiedendogli se fosse informato della galleria e se gli sarebbe piaciuto esporvi qualcuno dei suoi quadri. Nel 1944 passò un po' di tempo nella sua casa del Big Sur, e poi aprì la sua prima mostra personale nella sua galleria.

### PubblicaPortfolio
Pubblicò altresì con la Black Sun Press Portfolio: An Intercontinental Quarterly, rivista letteraria nella quale tentò di continuare la sua collaborazione con artisti e scrittori di avanguardia. Stampò negli USA i numeri 1, 3 e 5. Il secondo numero fu pubblicato a Parigi nel dicembre 1945, meno di sette mesi dopo che era finita la guerra. Ospitava soprattutto autori francesi; il quarto numero fu pubblicato a Roma e dava spazio a scrittori ed artisti italiani; l'ultimo numero era orientato su artisti greci.
Durante l'ultimo conflitto mondiale, ed anche alcuni anni dopo, la carta scarseggiava. Caresse stampava la rivista in un ampio ventaglio di partite di carta di diverso formato, colori e tipi, usando macchine differenti, il tutto impacchettato in una cartella da 290 mm per 360 mm. Caresse tirava mille copie di ciascun numero, e come aveva già fatto con la Black Sun Press, ne faceva un centinaio in veste più lussuosa che sfoggiava materiale grafico originale di Matisse, Romare Bearden ed altri. Ottenne contributi da un ampio novero di celebri artisti e scrittori, tra cui Jean-Paul Sartre (The End of the War), Robert Lowell, Albert Camus (Letter to a German Friend, sua prima apparizione in una pubblicazione di lingua inglese), Henri Matisse, Paul Éluard, Pablo Picasso, René Char, Henri Cartier-Bresson, Louis Aragon, Kay Boyle, Gwendolyn Brooks, Sterling Brown, Charles Bukowski, Albert Camus, René Char, Paul Éluard, Jean Genet, Natalia Ginzburg, Victor Hugo, Weldon Kees, Robert Lowell, Henry Miller, Eugenio Montale, Anaïs Nin, Charles Olson, Francis Ponge, Kenneth Rexroth, Arthur Rimbaud, Jannis Ritsos, Jean-Paul Sartre, Karl Shapiro, Stephen Spender, Leo Tolstoy, e Giuseppe Ungaretti. Dopo il sesto numero, si trovò senza fondi e senza sponsor. Questo fu il suo ultimo impegno editoriale di rilievo.

### Visita l'Europa
Avendo lasciato l'Europa nel 1936, desiderava molto far visita alla figlia Polly che nel frattempo era sempre rimasta a Londra. Gli spostamenti dei civili erano ancora assai limitati nel primissimo dopoguerra, e quindi si rivolse all'amico Archibald Macleish, al tempo Assistant Secretary of State (più o meno corrispondente ad un nostro Sottosegretario agli Affari Esteri), che la aiutò ad organizzare il viaggio e ad ottenere un visto. Volò su un aereo anfibio militare della British Overseas Airways Corporation, unico passeggero civile, accompagnata dalla sua cappelliera di Elsa Schiaparelli contenente disegni di cavalli opera dell'artista italo-americano Pietro Lazzari, e la serie di acquerelli Passion of Christ di Romare Bearden.
Apprese dopo la guerra che le truppe naziste avevano messo una base nella sua casa Le Moulin du Soleil, il mulino francese. Caresse fu sconvolta quando seppe che i tedeschi avevano pitturato la parete della casa che fungeva anche da "registro dei visitatori". Per ironia della sorte, oltre a cancellare la firma del pittore spagnolo Salvador Dalí (aveva intrecciato il suo nome con quello di uno scrittore statunitense vincitore del Premio Pulitzer) e di D. H. Lawrence (che disegnò una fenice), rimossero anche l'autografo di Eva Braun. Lo aveva tracciato sul muro visitando Harry e Caresse assieme ad un esperto di caccia grossa austriaco con cui aveva una storia.

### Attività nel dopoguerra
Riprese l'attività politica e fondò le organizzazioni Women Against War ("Donne contro la guerra") e Citizens of the World ("Cittadini del mondo"), che adottava il concetto di una "comunità del mondo" sostenuta anche da altri attivisti quali Buckminster Fuller. Caresse si adoperò ancora per istituire un centro dei cittadini del mondo a Delfi, in Grecia, luogo in cui nel 1942 acquistò una casetta sopra al Bosco di Apollo. Nell'ottobre 1952 tentò di visitare la sua proprietà, ma incontrò delle guardie armate appena sbarcata dal traghetto che collega Brindisi a Corfù. La polizia la pose agli arresti domiciliari nel Corfu Palace Hotel, e dopo tre giorni le fu notificato che la sua presenza in Grecia non era gradita, pertanto le si ordinava di andarsene. Il console statunitense le riferì che il governo greco pensava che lei fosse ancora "considerata pericolosa per l'economia e la politica della Grecia." Fallito il suo piano, cercò di creare un World Man Center a Cipro, che sarebbe pure stato dotato di una cupola geodesica progettata da Buckminster Fuller. Nemmeno questa impresa fu coronata da successo, e lei continuò a cercare un luogo dove situare un centro per il suo progetto dei cittadini del mondo.
Nel 1953 Caresse scrisse e pubblicò la sua autobiografia,  The Passionate Years ("Gli anni appassionati"). Si basò sui suoi personali ricordi più che su uno specifico insieme di fonti. Conteneva "molti aneddoti divertenti e intensi… ma viene rivelato poco di prezioso su quanto stava accadendo con lui [Harry]."

### Morte di Billy
Nell'inverno 1954-55, suo figlio Bill Peabody dirigeva l'ufficio parigino della American Overseas Airlines. Abitava con la moglie in un piccolo appartamento al terzo piano e senza ascensore in rue du Bac, riscaldato con un caminetto ed una stufa. Il 25 gennaio 1955 fu trovato morto nel sonno per avvelenamento da monossido di carbonio, mentre Josette fu trovata priva di coscienza ma venne rianimata. Caresse trovò il tempo di andare ai suoi funerali durante un ciclo di conferenze in varie università, presso le quali raccontava la sua vita e l'esperienza della Black Sun Press.

## Mecenatismo verso una colonia di artisti

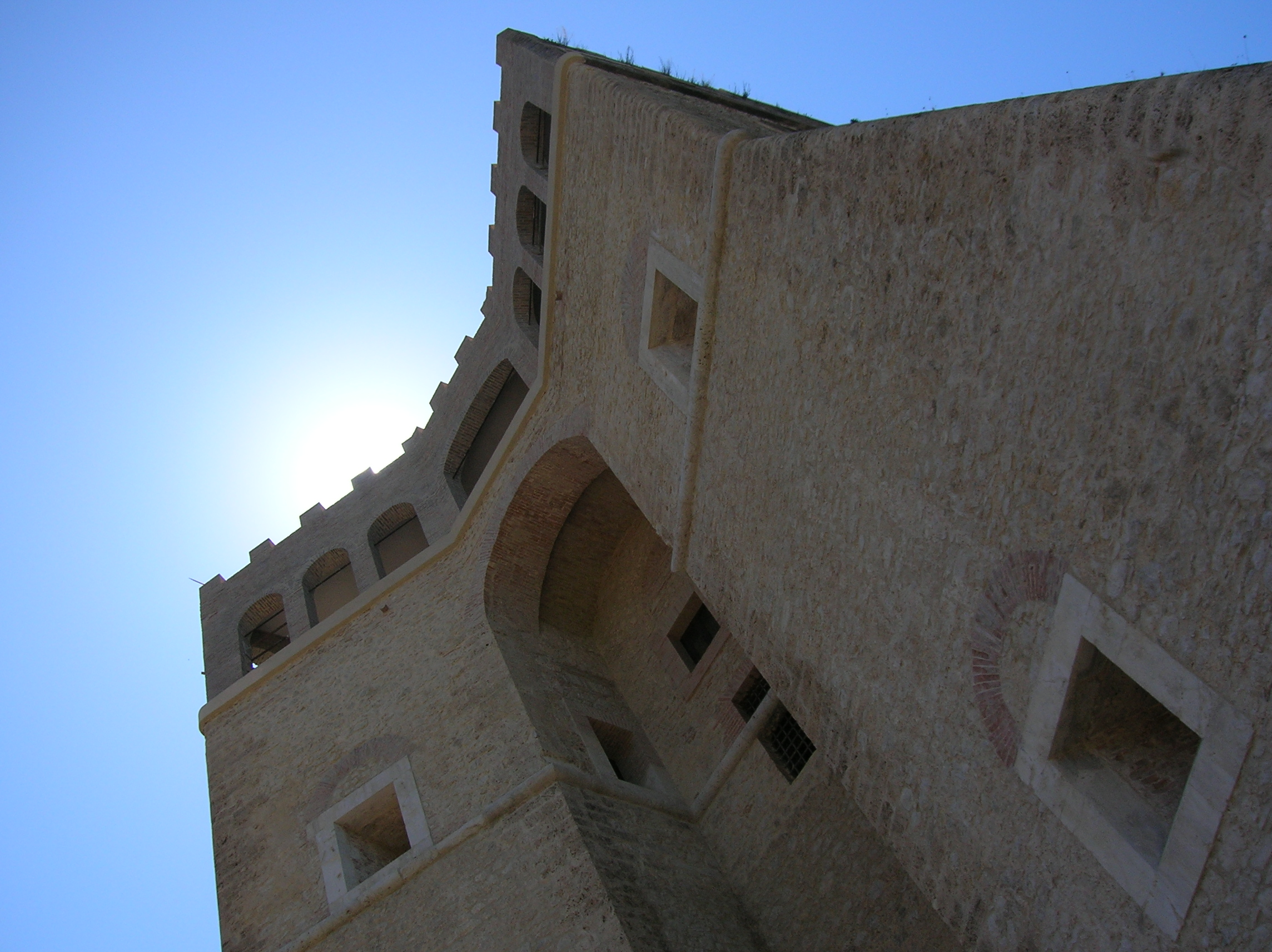
Veduta del maschio del castello di Rocca Sinibalda di fronte al palazzo residenziale.

Durante un viaggio in Italia compiuto nel 1949, si imbatté per la prima volta in un maniero fatiscente detto castello di Rocca Sinibalda, collocato 70 km a nord di Roma. Progettato da Baldassarre Peruzzi e costruito tra il 1530 ed il 1560 per il cardinale Alessandro Cesarini, negli anni 1950 fu preso in affitto da Caresse, che in seguito lo acquistò per 2 600 dollari (circa 20 000 in valuta attuale). Con la proprietà dell'immobile le derivò anche il titolo papale di principessa. A sue spese fece collegare alla rete elettrica il castello, e di questa miglioria tecnologica beneficiò il vicino villaggio. Raccontò ad un giornalista che il castello aveva 320 stanze, "almeno è quello che mi hanno detto gli abitanti del paese." (Il rogito dichiarava 180 stanze.) Molti vani avevano il soffitto alto più di sei metri ed il palazzo era pressoché impossibile da riscaldare. "Non ci vivrei neppure se mi pagassero," dichiarò ad un giornalista.
La parte residenziale del palazzo ospita tre appartamenti principali e due cortili. Le pareti della sala principale sono decorate da affreschi del XVI secolo. Caresse utilizzò il castello per sostenere vari artisti, anche promuovendo seminari di poesia. Henry Miller descrisse Rocca Sinibalda come il Center for Creative Arts and Humanist Living in the Abruzzi Hills ("Centro per le arti creative e per gli umanisti che vivono nelle colline abruzzesi"). Alcuni artisti si trattenevano per un fine settimana, altri per un'intera stagione.
Nel 1962 il filmmaker Robert Snyder fece un documentario di 26 minuti sulla storia di Caresse e sui suoi progetti per il castello. Il cortometraggio  Always Yes, Caresse ("Sempre sì, Caresse") accompagnava lo spettatore in una visita del castello, guidata da Caresse, Ad un punto del film, lei abbassava la camicetta per svelare il suo seno abbondante. Lui aveva conosciuto l'esistenza del rifugio per scrittori quando era a Roma per girare un documentario (di cui Snyder figura tra i produttori) sulla Cappella Sistina, Il titano, storia di Michelangelo.
Per un periodo Caresse alternò i suoi soggiorni tra Rocca Sinibalda, d'inverno fredda e invivibile, Hampton Manor a Bowling Green (Virginia), una casa a Washington, uno sconfinato appartamento nella 54ª strada di New York, più un'abitazione a Roma. Nel 1953 Alvin Redman pubblicò l'autobiografia di Caresse, The Passionate Years. Mise in vendita il castello di Rocca Sinibalda nel 1970, poco prima di morire.

## Morte
Affetta da una malattia cardiaca, fu sottoposta ad un intervento chirurgico a cuore aperto (all'epoca ancora sperimentale) presso la Mayo Clinic. Morì per le complicanze di una polmonite a Roma, il 24 gennaio 1970, all'età di 78 anni. Time la descrisse come "madrina letteraria della Generazione Perduta di scrittori espatriati a Parigi." Anaïs Nin la descrisse come "una portatrice di polline, che mischiò, mescolò, fece fermentare e mise insieme amicizie."
Ma visse abbastanza a lungo per vedere un gran numero degli aspiranti scrittori, da lei protetti negli anni 1920, diventare autori famosi ed affermati. Il reggiseno che aveva inventato subì una serie di trasformazioni e divenne un capo di biancheria intima ordinario per le donne di tutto il mondo. I suoi primi due mariti ed il figlio Bill morirono prima di lei. Le sopravvissero invece la figlia Polleen Peabody de Mun North Drysdale e due nipoti. Crosby fu sepolta nel Cimetiere de l'Abbaye de Longchamp, a Boulogne-sur-Mer (Francia).

## Retaggio culturale
Gran parte delle sue carte e manoscritti sono conservati negli archivi del Southern Illinois University Special Collections Research Center nella Morris Library presso la Southern Illinois University in Carbondale (Illinois), e vi compaiono più di 1 660 fotografie della sua vita, oltre a documenti dei suoi amici James Joyce e Kay Boyle.
Nel 2004 la Fine Line Features acquistò i diritti della prima sceneggiatura di Andrea Berloff Harry & Caresse. Lasse Hallström fu inizialmente incaricato per la regia e Leslie Holleran fu scelto come produttore.

## Opere

### Come autrice
- Crosses of Gold Éditions Narcisse, Paris, 1925
- Graven Images, Houghton Mifflin, Boston, 1926
- Painted Shores Black Sun Press, Paris, 1927
- The Stranger Black Sun Press, 1927
- Impossible Melodies Black Sun Press, 1928
- Poems for Harry Crosby Black Sun Press, 1930
- The Passionate Years Dial Press, 1953

### Come editrice
- Portfolio: An Intercontinental Quarterly  Six editions, Washington, D. C.